# Olympische Sommerspiele 2008/Teilnehmer (Tuvalu)
| Gelbes Symbol für Goldmedaillen mit stilisierten Olympischen Ringen | Graues Symbol für Silbermedaillen mit stilisierten Olympischen Ringen | Braundes Symbol für Bronzemedaillen mit stilisierten Olympischen Ringen |
| ------------------------------------------------------------------- | --------------------------------------------------------------------- | ----------------------------------------------------------------------- |
| —                                                                   | —                                                                     | —                                                                       |

Tuvalu nahm bei den Olympischen Sommerspielen 2008 in Peking zum ersten Mal an Olympischen Sommerspielen teil und wurde durch drei Athleten vertreten. Fahnenträger der Eröffnungsfeier war Gewichtheber Logona Esau.

## Teilnehmer nach Sportarten

### Gewichtheben
- Logona Esau
Männer, bis 69 kg: 23. Platz

### Leichtathletik
- Asenate Manoa
Frauen, 100 m: 83. Platz
- Okilani Tinilau
Männer, 100 m: 77. Platz